# Маныбеков, Аманбек Бейшенбекович
Аманбек Бейшенбекович Маныбеков (5 августа 1995, Кен-Арал, Бакай-Атинский район, Таласская область) — киргизский футболист, защитник клуба «Алга». Выступал за сборную Кыргызстана.

## Биография

### Клубная карьера
Начал выступать в высшей лиге Кыргызстана в 2014 году в бишкекском «Манасе», переименованном на следующий год в «Кей Джи Юнайтед». С 2016 года играл за кантскую «Абдыш-Ату». Серебряный призёр чемпионата Кыргызстана 2017 года. В 2019 году перешёл в «Алгу». Во время зимнего перерыва в чемпионате Кыргызстана играл в матчах ЛФЛ Москвы.
В 2016 году получил звание мастера спорта КР за победу в VII Спартакиаде Кыргызской Республики в составе сборной Бишкека (2015).

### Карьера в сборной
В составе олимпийской сборной Кыргызстана участник Азиатских игр 2018 года, на турнире сыграл 3 матча.
В национальной сборной Кыргызстана дебютировал 11 октября 2016 года в матче против Туркменистана, отыграв все 90 минут. Всего в 2016—2017 годах выходил на поле в четырёх матчах.